# 格倫科 (佛羅里達州)
格倫科（英語：Glencoe）是位於美國佛羅里達州福祿喜雅縣的一個人口普查指定地區。

## 地理
格倫科的座標為29°00′35″N 80°57′57″W / 29.00972°N 80.96583°W，而該地最高點為海拔高度6米（即20英尺）。

## 人口
根據2010年美國人口普查的數據，格倫科的面積為16.640平方千米，當中陸地面積為16.545平方千米，而水域面積為0.095平方千米。當地共有人口2582人，而人口密度為每平方千米155人。